# Marnah
Marnah (persiska: مَرنَه, مرنه) är en ort i Iran.   Den ligger i provinsen Västazarbaijan, i den nordvästra delen av landet, 600 km väster om huvudstaden Teheran. Marnah ligger 1 760 meter över havet och antalet invånare är 397.
Terrängen runt Marnah är varierad.Runt Marnah är det ganska tätbefolkat, med 185 invånare per kvadratkilometer. Närmaste större samhälle är Jūjahī, 4,3 km väster om Marnah. Trakten runt Marnah består i huvudsak av gräsmarker.